# Championnats de Roumanie de cyclo-cross
Les championnats de Roumanie de cyclo-cross sont des compétitions de cyclo-cross organisées annuellement afin de décerner les titres de champion de Roumanie de cyclo-cross.

## Palmarès masculin

### Élites
| Année | Vainqueur                | Deuxième                 | Troisième                |
| ----- | ------------------------ | ------------------------ | ------------------------ |
| 1963  | Constantin Dumitrescu    | C. Baciu                 | A. Satmari               |
| 1967  | Constantin Grigore       | Gheorghe Negoscu         | Vasile Selejan           |
| 1969  | Gheorghe Negoscu         | D. Stanca                | Vasile Selejan           |
| 1971  | Vasile Selejan           | Gheorghe Negoscu         | Nicolae Andronescu       |
| 1972  | D. Stanca                | Gheorghe Negoscu         | St. Szekely              |
| 1973  | Constantin Grigore       | Vasile Selejan           | P. Dragan                |
| 1974  | G. Neguescu              | N. Voican                | P. Dragan                |
| 1999  | Otto Mircea              | Ovidu Burghelea          | Radu Postolache          |
| 2009  | Lucian Logigan           | Nicolae Razvan           | Bogdan Tiganescu         |
| 2010  | George-Daniel Anghelache | Lucian Logigan           | Marius-Cristian Petrache |
| 2011  | Eduard-Michael Grosu     | George-Daniel Anghelache | Stefan Morcov            |
| 2016  | Eduard-Michael Grosu     | Attila Madaras           | Ionut-Adrian Sdraila     |
| 2017  | Eduard-Michael Grosu     | Arpad Kelemen            | Attila Madaras           |
| 2018  | Eduard-Michael Grosu     | Ede-Karoly Molnar        | Attila Joszef Malnasi    |
| 2019  | Ede-Karoly Molnar        | George-Bogdan Duca       | George-Cristian Stan     |
| 2021  | József Málnási           | George-Cristian Stan     | Ede-Karoly Molnar        |
| 2022  | József Málnási           | George-Cristian Stan     | Alexandru-Sabin Husariu  |
| 2024  | József Málnási           | George-Cristian Stan     | George-Bogdan Duca       |
| 2025  | József Málnási           | Patrick Pescaru          | George-Cristian Stan     |

### Espoirs
| Année | Vainqueur       | Deuxième               | Troisième                 |
| ----- | --------------- | ---------------------- | ------------------------- |
| 2019  | József Málnási  | Florian-Adrian Tilianu | David-Felix-Heret Cristea |
| 2021  | Eduard Kubat    | Rares-Constantin Hogas | Catalin Buta              |
| 2022  | Eduard Kubat    | Alex-Norbert Bartus    | Mihnea Harasim            |
| 2024  | Patrick Pescaru | Victor Alexandru Aron  | David-Cosmin Doroga       |
| 2025  | Dragos Stavar   | Victor Alexandru Aron  | Dorcu Ovidiu              |

### Juniors
| Année | Vainqueur             | Deuxième           | Troisième                |
| ----- | --------------------- | ------------------ | ------------------------ |
| 2011  | Ionut-Adrian Sdraila  | Bogdan Vlad        | Stefan Buzas             |
| 2018  | Patrick Pescaru       | Eduard Kubat       | Vasile-Gabriel Silaghi   |
| 2019  | Patrick Pescaru       | Mattew-Denis Piciu | Csongor Fazakas          |
| 2021  | Alexandru Andrei Ilie | Andrei Carbunarea  | Alexandru-Razvan Surugiu |
| 2022  | Victor-Alexandru Aron | Andrei Carbunarea  | Alexandru Andrei Ilie    |
| 2024  | Luca Bodareu          | Alexandru Nastase  | Barbu Andrei Ștefan      |
| 2025  | Mihai-Bogdan Brinza   | Luca Bodareu       | Radu-Marian Mada         |

## Palmarès féminin

### Élites
| Année | Vainqueur       | Deuxième        | Troisième               |
| ----- | --------------- | --------------- | ----------------------- |
| 2018  | Eszter Bereczki | Suzanne Hilbert | Andreea-Teodora Ciolacu |
| 2019  | Eszter Bereczki | Salomé Bondor   |                         |
| 2021  | Salomé Bondor   | Ezster Bereczki | Suzanne Hilbert         |
| 2022  | Suzanne Hilbert | Ezster Bereczki | Salomé Bondor           |
| 2024  | Wendy Bunea     | Suzanne Hilbert | Miruna Mada             |
| 2025  | Wendy Bunea     | Miruna Mada     |                         |